# Анталь Кочиш
Анталь Кочиш (угор. Kocsis Antal; 17 листопада 1905 — 25 жовтня 1995) — угорський боксер, олімпійський чемпіон 1928 року.

## Аматорська кар'єра
Олімпійські ігри 1928
- 1/8 фіналу. Переміг Хосе Вілланову (Іспанія)
- 1/4 фіналу. Переміг Уберта Усбока (Німеччина)
- 1/2 фіналу. Переміг Карла Каваньоні (Італія)
- Фінал. Переміг Арманда Апеля (Франція)